# Asura irregularis
Asura irregularis är en fjärilsart som beskrevs av Rothschild 1913. Asura irregularis ingår i släktet Asura och familjen björnspinnare. Inga underarter finns listade i Catalogue of Life.